# Міяґі (стадіон)
Стадіон Міяґі (яп. 宮城スタジアム, Sutajiamu Miyagi) — багатофункціональний стадіон у місті Ріфу, префектура Міяґі, в Японії. Є домашньою ареною клубу «Соні Сендай». Вміщує 49 133 глядачів.
Стадіон був відкритий в 2000 році спеціально до чемпіонату світу 2002 року. Згодом на ньому пройшов жіночий чемпіонат світу з футболу (U-20) у 2012 році і футбольний турнір в рамках Олімпійських ігор 2020 року.

## Історія
Побудований спеціально для проведення матчів чемпіонату світу з футболу 2002 року та завершений у березні 2000 року. Арену спроектував архітектор Хітосі Абе. Під час чемпіонату світу на стадіоні відбулися три матчі, в тому числі матч господарів, Японія — Туреччина (0:1).

## Матчі

### Чемпіонат світу з футболу 2002 року
Стадіон був одним із майданчиків проведення чемпіонату світу з футболу 2002 року і прийняв наступні матчі:
| Дата           | Команда 1 | Результат | Команда 2 | Раунд      |
| -------------- | --------- | --------- | --------- | ---------- |
| 9 червня 2002  | Мексика   | 2–1       | Еквадор   | Група G    |
| 12 червня 2002 | Швеція    | 1–1       | Аргентина | Група F    |
| 18 червня 2002 | Японія    | 0–1       | Туреччина | 1/8 фіналу |

### Жіночий чемпіонат світу з футболу (U-20) 2012 року
| Дата           | Команда 1     | Результат | Команда 2     | Раунд   |
| -------------- | ------------- | --------- | ------------- | ------- |
| 19 серпня 2012 | Нова Зеландія | 2–1       | Швейцарія     | Група A |
| 19 серпня 2012 | Японія        | 4–1       | Мексика       | Група A |
| 22 серпня 2012 | Мексика       | 2–0       | Швейцарія     | Група A |
| 22 серпня 2012 | Японія        | 2–2       | Нова Зеландія | Група A |
| 27 серпня 2012 | Німеччина     | 3–0       | США           | Група D |
| 27 серпня 2012 | Норвегія      | 4–1       | Аргентина     | Група C |

### Матчі збірної Японії з футболу
Окрім гри проти Туреччини в рамках домашнього чемпіонату світу, на стадіоні «Міяґі» відбулося три товариських матчі за участю національної збірної Японії з футболу:
| Дата           | Команда 1 | Результат | Команда 2  |
| 11 червня 2000 | Японія    | 1:1       | Словаччина |
| 7 вересня 2005 | Японія    | 5:4       | Гондурас   |
| 14 серпня 2013 | Японія    | 2:4       | Уругвай    |

## Галерея

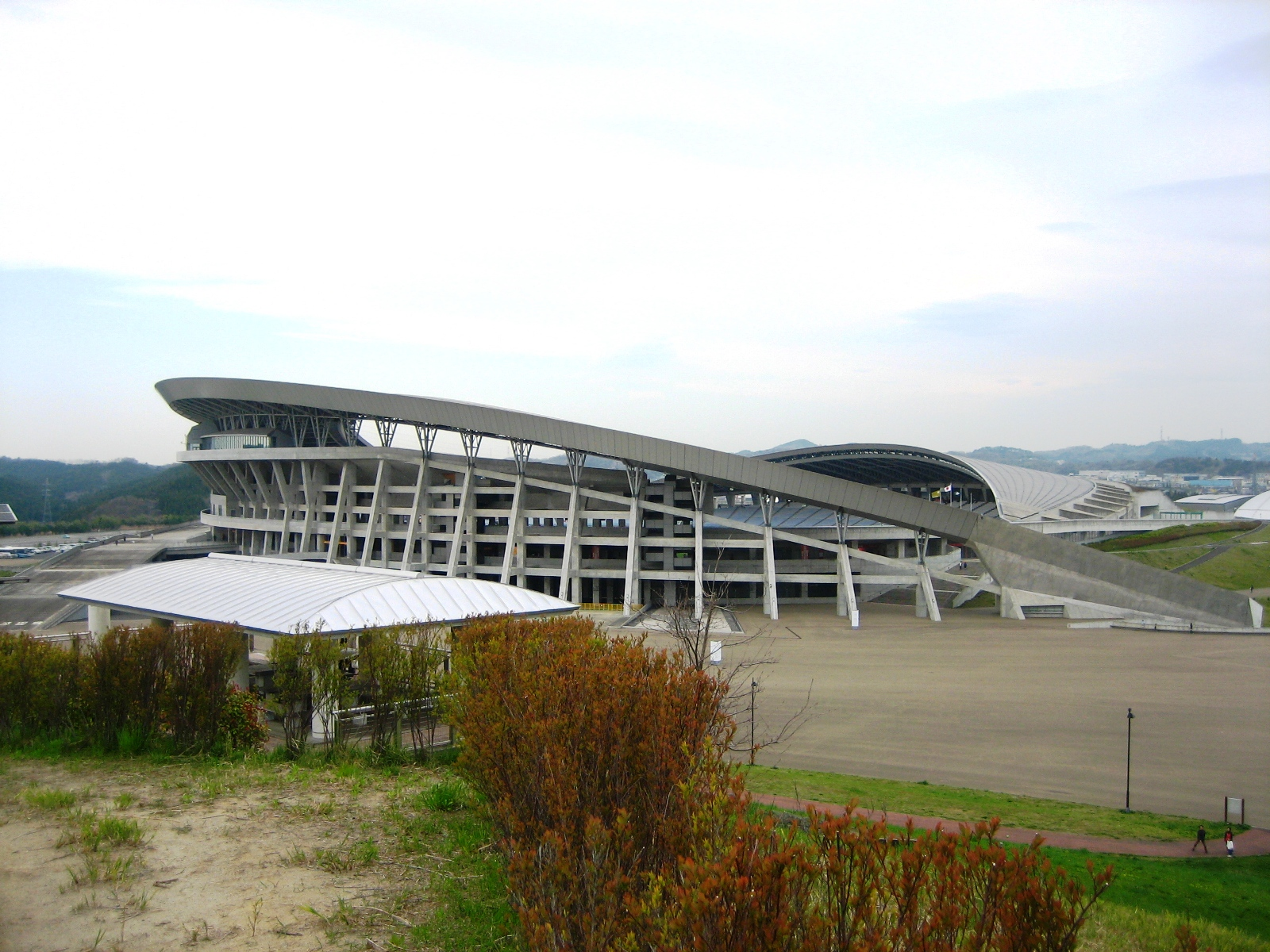
Зовнішній вигляд
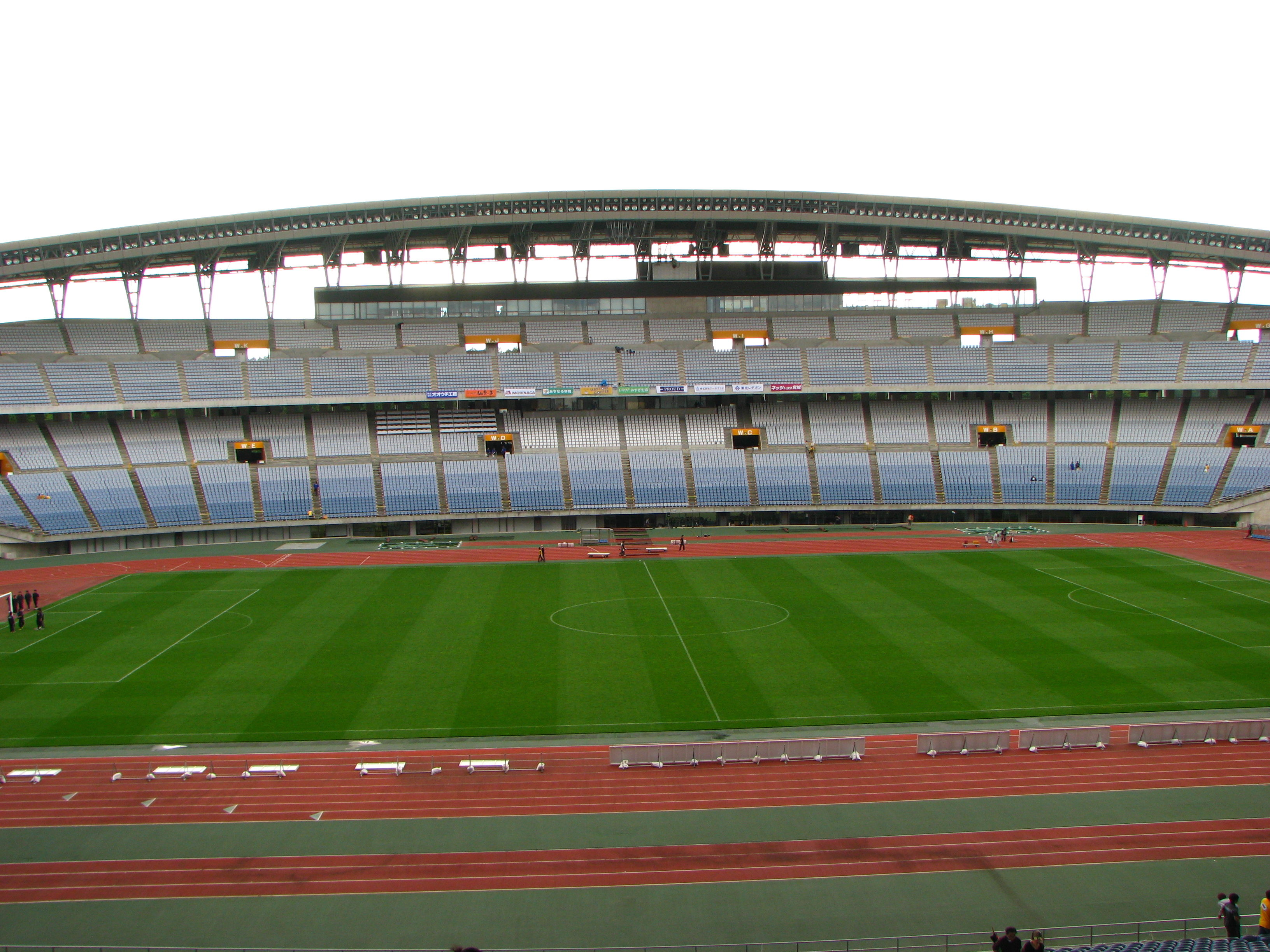
Внутрішній вигляд
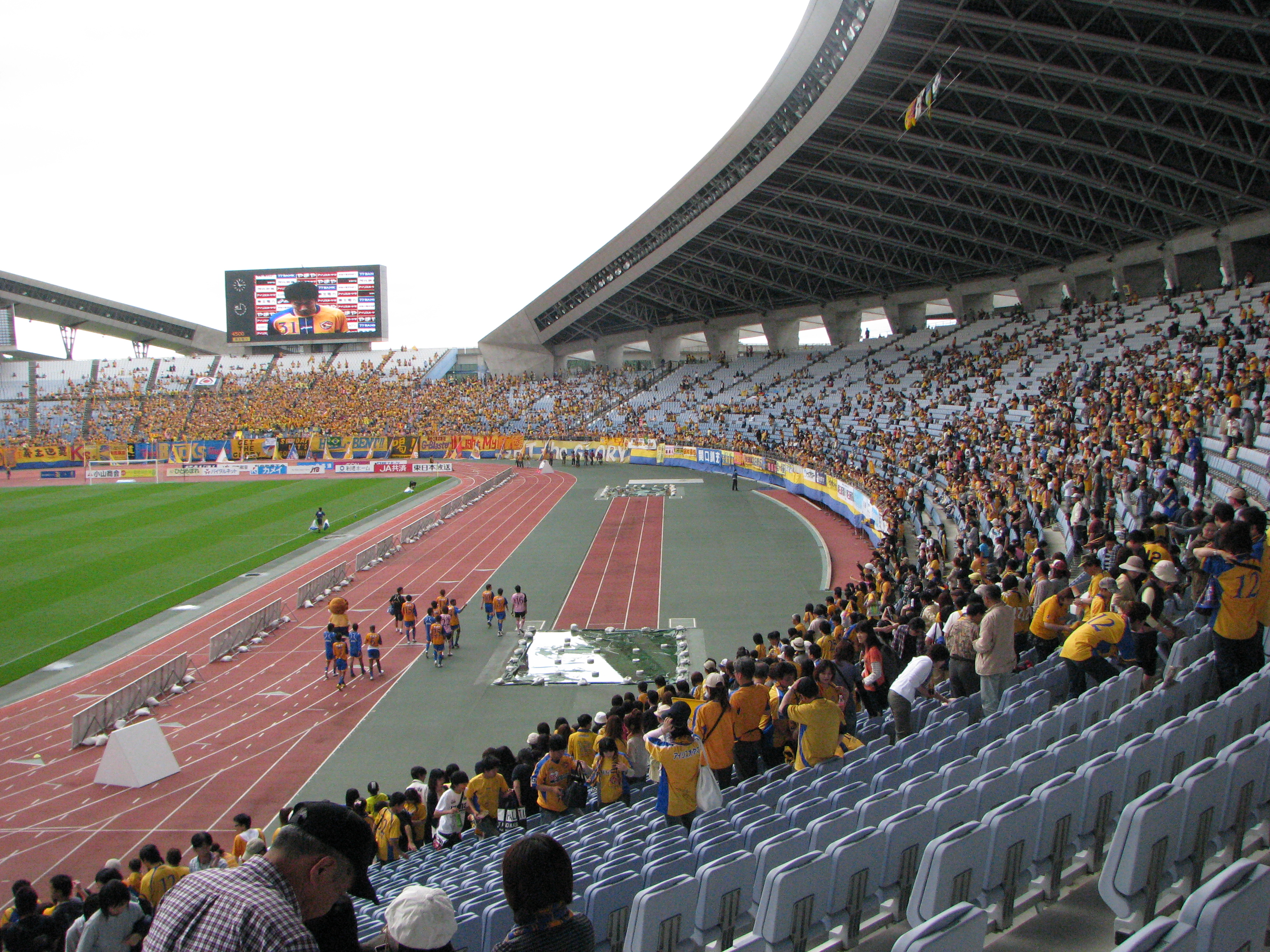
Вид з трибун
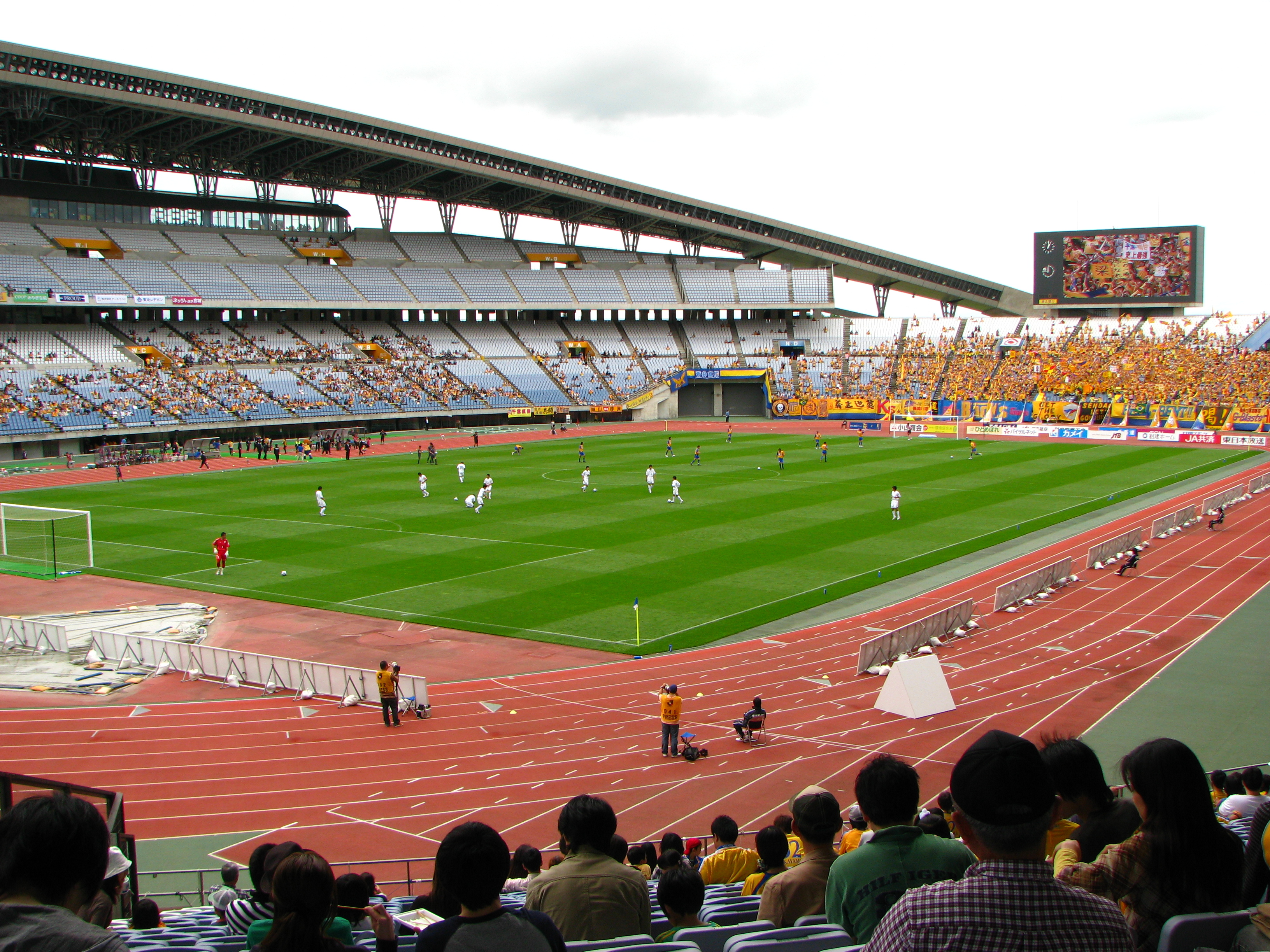
Загальний вигляд
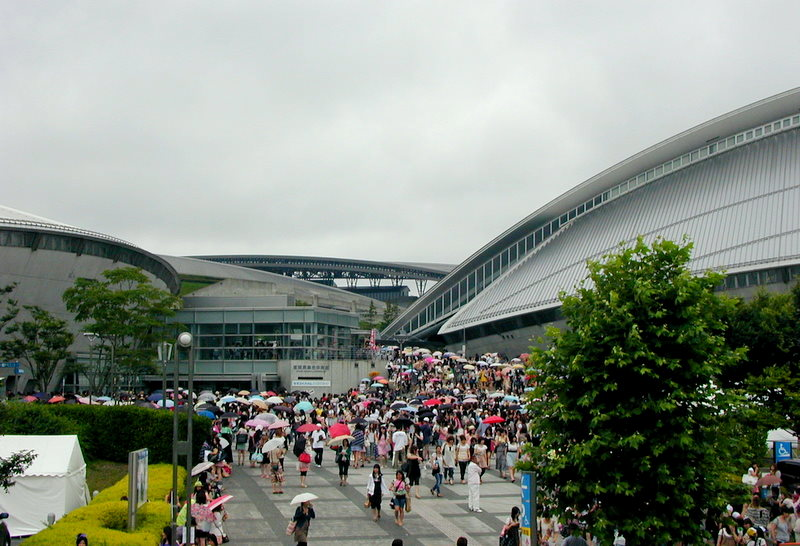
Вхід на стадіон